# コウミスズメ
コウミスズメ（小海雀、学名：Aethia pusilla）は、チドリ目ウミスズメ科に分類される海鳥の一種。

## 形態
体長15cmほど。ウミスズメ科では最小の種類で、スズメより少し大きい程度である。くちばし、首、尾羽が短く全体的に丸っこい体型をしている。くちばしは先端だけが赤い。目の後ろに細くて白い飾り羽があり、頭から背中は灰黒色の羽毛に覆われる。足は灰色である。冬羽では腹が白いが、夏羽では腹が白と灰黒色のまだら模様となり、くちばしの上に白髪のような細かい羽毛が現れる。シラヒゲウミスズメに似るが、シラヒゲウミスズメは腹まで灰黒色で、頭部に冠羽と長い飾り羽があることで区別する。オスメスとも同じ羽色で、外見から性別を判別することはできない。

## 分布
千島列島からアリューシャン列島、ベーリング海の島嶼で繁殖し、冬は周辺の海上で小さな群れを作って生活する。日本では冬に北日本の海上で見ることができる。推定個体数は約900万羽で、ウミスズメ科の中では最も生息数が多い種類とされている。

## 生態
海に潜水してケンミジンコや小魚などの動物プランクトンを捕食する。捕食の際は海底から上昇する湧昇流によってプランクトンが集中する海域を狙い、翼と足を使って巧みに潜水する。非常に貪欲で、1日に自分の体重の86%もの餌を食べる。
春には海岸の崖に大きな集団繁殖地（コロニー）を作り、アリューシャン列島各地やセントローレンス島、リトルダイオメード島には100万羽が集結する大きな繁殖地もある。また、コロニーには他のウミスズメ類が混じることも多い。岩の隙間に1個だけ産卵し、両親が抱卵と育雛を行う。成長して巣立ったヒナはすぐに潜水し、自分で餌を捕るようになる。
原油流出などの事故で死ぬ個体が多い。また、繁殖地ではホッキョクギツネやネズミ類などにも狙われる。それでもウミスズメ科では最も個体数が多く、分布域ではわりと一般的な種となっている。